# Record de Tunisie du 5 000 mètres
Le record de Tunisie du 5 000 m est actuellement détenu par Fethi Baccouche chez les hommes, en 13 min 13 s 94, et par Soulef Bouguerra chez les femmes, en 15 min 59 s 98.

## Hommes
| Athlète         | Performance    | Club                                    | Lieu | Date           |
| Fethi Baccouche | 13 min 13 s 94 | Association sportive militaire de Tunis | Oslo | 4 juillet 1987 |

## Femmes
| Athlète          | Performance    | Club                               | Lieu  | Date            |
| Soulef Bouguerra | 15 min 59 s 98 | Club sportif de la Garde nationale | Radès | 12 juillet 2003 |